# Коритње
Коритње (слч. Korytné) насељено је мјесто са административним статусом сеоске општине (слч. obec) у округу Љевоча, у Прешовском крају, Словачка Република.

## Становништво
| Година:    | 1994. | 2004. | 2014.    | 2024.   |
| ---------- | ----- | ----- | -------- | ------- |
| Број људи: | 0     | 112   | 92       | 98      |
| Разлика:   |       | –     | -17,85 % | +6,52 % |

| Година:    | 2023. | 2024.   |
| ---------- | ----- | ------- |
| Број људи: | 103   | 98      |
| Разлика:   |       | -4,85 % |

Према подацима о броју становника из 2011. године насеље је имало 101 становника.